# Tamati Williams
Tamati Williams (Dunedin, 19 januari 1984) is een voormalig Nieuw-Zeelands profvoetballer en model.
Williams maakte als doelman deel uit van de selectie van Football Kingz FC in het laatste seizoen van de National Soccer League. Na een seizoen bij Waikato FC kwam hij in 2007 bij Auckland City FC. Na één seizoen ging hij zich richten op een carrière als model. Hij werkte internationaal, onder meer voor de merken Calvin Klein en Esprit. Ook figureerde hij in een aflevering van America's Next Top Model. Dit was geen vast werk tussendoor speelde hij ook bij een amateurclub. Vanaf 2011 was hij weer regulier bij Auckland City, maar omdat de Nieuw-Zeelandse competitie een semi-profcompetitie is, was hij ook geregeld afwezig voor modellenwerk en ook in de periode 2013/14 speelde hij bij een amateurclub. Hij studeerde biologie en zoölogie naast het voetbal. Met Auckland City won hij meermaals het New Zealand Football Championship en driemaal de OFC Champions League. Williams kwam ook in actie op het Wereldkampioenschap voetbal voor clubs 2014. Hij debuteerde in 2014 tevens in het Nieuw-Zeelands voetbalelftal. Vanaf 2015 probeerde hij aan de slag te gaan in het Nederlandse voetbal. Een van zijn grootouders had de Nederlandse nationaliteit, waardoor hij voor een Nederlandse licentie in aanmerking kwam. Na mislukte stages bij Go Ahead Eagles en FC Volendam kreeg Williams begin 2016 een contract tot het einde van het seizoen bij RKC Waalwijk. Hij werd basisspeler en in maart werd hij ook voor het seizoen 2016/17 vastgelegd door RKC Waalwijk. In 2017 ging hij in Denemarken voor Aalborg BK spelen.
In juni 2017 nam Williams met Nieuw-Zeeland deel aan de FIFA Confederations Cup in Rusland, waar in de groepsfase driemaal werd verloren.